# ARexx
ARexx är en implementation av programspråket REXX (från IBM) för AmigaOS skapat 1987 av William S. Hawes. ARexx har ett flertal Amiga-specifika funktioner och är inbyggt i alla versioner av AmigaOS från och med 2.0. Precis som de flesta andra REXX-implementationer är ARexx ett tolkat programspråk och programmen kallas "skript" eller "macron".
Det speciella med ARexx är att nästan alla större program till AmigaOS tillhandahåller en ARexx-port med vilken man kan styra programmet från ett ARexx-skript. I många program finns också möjligheten att ställa in så att ett visst ARexx-skript körs vid ett visst tillfälle. Till exempel skulle man kunna ha ett ARexx-skript som styr ett epostprogram för att sortera brev på mycket avancerade kriterium.